# Calle Angosta
La calle Angosta es una vía pública de la ciudad española de Segovia.

## Descripción
La vía, que por su estrechez ha sido conocida tanto con la denominación oficial actual como por «calle Sin cielo», nace de la plaza de la Reina Doña Juana y discurre hasta llegar a la calle de la Catorcena. Aparece descrita en Las calles de Segovia (1918) de Mariano Sáez y Romero con las siguientes palabras:

Angosta.—Entrada por la plazuela de la Reina Doña Juana, y salida a la calle de la Catorcena. Se denomina así por su extremada angostura, pues en su parte más ancha tiene de dos y medio a tres metros, y sigue estrechándose hasta el final. Ahora ha desaparecido una de las casas últimas; pero anteriormente eran tan salientes las cornisas de los tejados de las dos casas de su terminación, que podía saltarse con facilidad de un lado a otro y así ha solido llamarse también a esta vía calle Sin cielo.
(Sáez y Romero, 1918, p. 9)